# 歩りえこ
歩 りえこ（あゆみ りえこ、1981年9月22日 - ）は、日本の女優、旅行家、作家、グラビアアイドル。本名は非公開。
清泉女子大学文学部卒業。国立台湾大学文学院に在籍。2022年3月31日まで吉本興業所属。

## 略歴・人物
短大時代に所属していたチアリーディング部が全国優勝し、アメリカ合衆国で開催された全米選手権大会に参加した。その際ノーブラで闊歩する女性の自由な姿に感銘を受けて以来、一人旅に没頭し、これまで世界5大陸・94カ国を旅した事がある。短大卒業後は4年制大学に3年次編入。その異色の経歴とバックパッカーらしかぬ容姿から「旅ドル（旅をするアイドル）」として紹介されることが多かったが、本人は30歳を超えてから年齢的にも旅ドルと言われることに違和感を抱いており、現在は旅作家と紹介されることが多い。
東京都出身で東京都育ちだが、3歳〜9歳までの6年間は父親の転勤で宮城県仙台市で過ごした。
スカウトされデビューしてから、バスケットボールリーグやアメフトリーグのチアリーダーとしても活動していた。また、芸能活動の傍らカフェの店員やバスガイドとしても勤務した経験がある。
モデルやキャンペーンガール等の活動を経て、2007年よりリエコ・J・パッカー名義でグラビアアイドルとして活動開始。2010年7月7日、世界中で撮影したきた沢山の笑顔を集めたフォトエッセイ「エガオノオト」（自由国民社）の発売と同時に、歩りえこへの改名を発表した。
2012年7月14日、世界一周本「ブラを捨て旅に出よう〜貧乏乙女の世界一周旅行記〜」（講談社文庫）を出版し、発売後わずか1週間で増版され、14版4万2千部を越えるベストセラーとなった。尚、執筆には約3年を費やし、主に本作は電車の中で執筆された。
語学力や行動力を発揮して国内外の国際教育プログラムや政府国際事業、ボランティアに積極的に参加するなど、芸能活動に固執しないマイペースな側面を持っている。
2013年7月には「思い立ったらマチュピチュ〜旅ガールが教えるガイドに載らない旅ワザ〜」（宝島社）より出版。同年10月より日本と台湾を行き来しながら活動。
2014年4月1日付で、吉本興業所属となった。7月18日、ゼロから中国語を学び、1日に500通ものLINEを送る世界一マメな台湾人男性と恋に落ちながら、台湾の不思議な生態や奇想天外な恋愛スタイルを描いたエッセイ「恋する台湾移住」を朝日新聞出版より出版。8月1日、台湾にて自身のヒット作である「ブラを捨て旅に出よう」の中国語版「丟掉胸罩去旅行」を圓神出版社有限公司より出版。尚、台湾での芸名は平仮名表記がないため「步理惠子」と表記し、活動している。12月25日、台湾人の会社員男性と10月に結婚していたことが明らかになった。
2015年5月27日、第1子となる女児を台湾で出産した。
2016年、国立台湾大学文学院に合格。10月22日、第2子男児を出産。2017年1月に離婚していたことを2017年7月にブログとMCを務める渋谷クロスFMの番組内で公表した。
2018年、吉本坂46オーディションに参加し、1747名の中から80名のファイナリストに選ばれたが秋元康による最終審査で落選。
2019年11～12月大阪の万博記念公園にて19年に渡り世界中で撮影した笑顔をテーマに写真展を開催。
2020年1月、著書「ブラを捨て旅に出よう」が女優・水原希子主演でHuluよりドラマ化。2月には台湾の華山ラフ&ピースファクトリーにて台湾人の笑顔写真を展示。
2022年3月31日付で8年在籍した吉本興業を退所したことを自身のYoutubeで公表した。7月に初写真集「スフィア」を講談社から出版、ヘアヌードを披露した。

## りえこと旅行
初めての日本国外への旅は、短大時代に所属していたチアリーディング部が全国優勝したことにより、アメリカ・フロリダ州オーランドのディズニーワールドで開催された全米チアリーディング選手権大会に参加する為であった。その後海外に興味を持ち、20歳で初めての一人旅を経験する。さらに文化史学を学ぶため短大から4年制大学に3年次編入学。清泉女子大学で文化史学を学んだのち、写真学校で写真を学ぶ。その後長年の夢であったアメリカ留学を果たすために単身渡米するが、費用が足りずに留学を断念し、急遽、貧乏旅での世界一周に切り替えることになった。
南極を除く5大陸94カ国を、バックパックを背負い一人旅して、独自の国際交流を続けている。民族服を着て現地人に溶け込み、現地の大家族宅に居候をすることが多い。写真を撮ることが趣味であり、世界中の人々の笑顔を20年以上撮り続け、定期的に写真展を開催している。
旅に関するコラムを多いときは5本以上同時連載していたこともあり、女性アイドルとしては異色な活動をしていた。

## その他のエピソード
sabraのアイドルお弁当総裁選手権ではお弁当アイドルに勝利して優勝している。
2022年7月に出版の初写真集でヘアヌードに初挑戦したが、発売記念会見にて、「80歳になったとき、残しておくのは後悔がないと思ったので、3分で決断しました。アラフォーならではの熟した魅力と母性を見届けて」と話している。

## 出演

### テレビ番組
- 笑っていいとも!「出たいドル!」（2009年1月22日、フジテレビ）[1]
- グラビアの美少女 #438（2009年2月13日、MONDO21）
- キレイになるバスツアー!〜ワケあり芸能人のビューティ計画〜（2009年9月27日、関西テレビ・フジテレビ系列） - ハンガリー編レポーター
- 朝まるJUST （2009年9月23日・10月21日、千葉テレビ）レポーター
- ザ・ゴールデンアワー（2009年10月28日、TOKYO MX） 生放送ゲスト
- 踊る!さんま御殿!!（2009年11月17日、日本テレビ）ゲスト出演
- THE 1億分の8 九死に一生スペシャル（2009年12月9日・16日、毎日放送）
- 新知識階級クマグス 珍ドル特集（2010年5月13日、毎日放送）
- 王様のブランチ（2010年5月29日、TBS）
- 走るのススメ!（2011年2月19日、読売テレビ・日本テレビ系列）サイパン支部マラソン部マネージャー
- スパニチ!!「キョクターン」（2011年7月3日、TBS）
- どっキング48（2011年8月9日、関西テレビ）アイドル大特集
- 爆笑問題の世界の日本人妻は見た!（2012年4月8日、MBS/TBS）旅行評論家として登場
- カウントアップ!（2012年7月5日、関西テレビ）ツィッター特集
- The MONDO Times（2013年1月23日、MONDO TV）美女バックパッカー特集
- ウーマン・オン・ザ・プラネット（2013年2月2日、日本テレビ）
- ミセスマートNEO（2013年5月18日・25日・6月15日、テレビ埼玉）
- 大好き!野天湯（2013年8月10日初回放送旅チャンネル）紀州温泉編レポーター
- す・またん&ZIP!（2014年4月23日、読売テレビ）朝コレカルチャー
- ノブナガ（2014年5月24日、CBC）
- オトナへのトビラTV（2014年7月31日、NHK Eテレ）
- アジアンタイムズ（2014年9月14・21日、BSジャパン）コメンテーター
- 今夜くらべてみました（2014年9月30日、日本テレビ）今気になる女として
- ハラホリ（2015年9月18日・11月6日、BS朝日）英語特集・台湾特集ゲスト
- 中居正広の身になる図書館（2016年6月7日、テレビ朝日）旅作家として
- 人生リセットのすゝめ 決断するなら早いうち（2016年7月8日、朝日放送）
- ダラケ! 〜お金を払ってでも見たいクイズ〜（2016年11月17日、スカパー）シーズン9#4ゲスト
- 明けましてkawaiianTV（2017年・2018年12月31日、スカパー・kawaiianTV）ゲスト
- おとな三秋（2018年2月18日・3月4日、スカパー、kawaiianTV）旅講師
- あしたのSHOW（2018年7月7日、TOKYO MX）MC
- 吉本坂46が売れるまでの全記録（2018年8月29日、テレビ東京）密着ドキュメント
- 超人女子（2018年9月13日、テレビ朝日）超人女子として
- ブラマヨ談話室（2018年11月11日・18日、2019年7月7日・14日、8月11日・18日、12月8日・15日、2020年5月3日・10日BSフジ）
- かまいたちと行く!平成やりきりトラベル（2019年1月3日、山陰中央テレビ）
- ゲツ→キン（2019年11月25日、Eo光）
- 吉本坂46が売れるまでの全記録シーズン2（2020年1月8日、テレビ東京）
- スクール革命（2020年2月16日、日本テレビ）
- 日本で味わう世界食堂（2021年5月1日、6月6日・13日・14日、10月6日・13日、TOKYO MX）

### ラジオ番組
- J-WAVE「PLATON」
- 1回目:バックパッカーを哲学
- 2回目:インドを哲学
- J-WAVE「DoCoMo東京REMIX族」旅の極み特集
- J-WAVE「JK.RADIO TOKYO UNITED」 北京通信員として
- MBSラジオ「もっとイマドキッ!」 旅を極めた達人として
- FMヨコハマ「Animo!」
- 文化放送「たまなび」 一人旅の匠として
- FM群馬「Spangle」
- 文化放送「くにまるジャパン」〜エキゾティック・ジャポン〜毎月1回 準レギュラー出演（2010年11月〜）
- NHK-FM「土曜日レディ」
- レインボータウンFM「歩りえこの韓流情報館」メインパーソナリティ（2012年9月〜）
- J-WAVE「Hello World」バックパッカー特集
- 岐阜放送「濱田のり子のノリノリたいむ」
- 静岡放送「細川茂樹のSBSで行こう!」
- レインボータウンFM「歩りえこの旅ガール世界一周紀行」メインパーソナリティ（2012年1月1日〜）
- レインボータウンFM「歩りえこと大西蘭の女子カフェ」メインパーソナリティ（2012年7月1日〜）
- 文化放送「吉田照美の飛べ!サルバトール」ゲスト
- JFN「face」夏旅特集
- 文化放送「川中美幸の人・うた・心」ゲスト講師
- ニッポン放送「テリー伊藤のフライデースクープ」
- 渋谷クロスFM「歩りえこの旅音人」メインパーソナリティ（2017年7月7日～）
- TOKYO FM「高橋みなみの これから、何する?」ゲスト(2019年4月24日)
- 渋谷のラジオ「渋谷で旅ママ×最先端テクノロジー」メインパーソナリティ（2019年4月7日～2020年3月29日
- FM千里中央
- なんばYESfm「オンスト」
- ラジオ大阪「ラジぐぅ」
- MBSラジオ「ありがとう浜村淳です」
- JFN「Holiday Seasoning」つながる2020（2020年2月24日）

### 雑誌
- 「宝島」探せ!世界で一番いい男!漫画連載
- 講談社「東京最高の店 100選」「東京ウリのあるお店100選」「東京至極のレストラン」歩りえこがレポート!「世界の食卓から」連載
- スコラ「世界ぐるぐる見聞録」連載/グラビア
- sabraアイドルお弁当総裁選手権優勝
- ダ・ヴィンチ
- 少年マガジングラビア
- 週刊ポストグラビア
- 週刊アスキー グラビア
- BE-PAL リアル旅人図鑑
- BRUTUSいつか旅に出る日
- 週刊プレイボーイ
- 週刊ヤングジャンプグラビア
- FLASHグラビア
- 女性自身
- 週刊実話 グラビア
- KKベストセラーズ「CIRCUS」
- steady. ステディ.
- CanCam
- FRIDAY Dynamiteグラビア
- ヤングチャンピオン烈
- 週刊新潮マイオンリー
- TOKYO夜ナイトデートスペシャルなび 旅コラム「パッカー流」連載
- はたらかGoodJOB「歩りえこのwelcome to japan」毎月1回連載（2018年9月～2019年9月）
- 週刊大衆
- 週刊実話

### 新聞
- 夕刊フジ 旅コラム「世界居候旅列伝」「渡る世界は危機ばかり」連載
- 日刊ゲンダイ【世界の絶景】全10回連載（2019年4月19日～7月5日）
- 中日新聞、東京新聞文化面【考える広場】「地球の歩き方」と日本人の旅特集（2019年9月7日）
- 日刊スポーツ「アイドル探訪」
- 日刊ゲンダイ「この人に直撃!」「おふくろメシ」
- 内外タイムス
- 共同通信全国47都道府県新聞掲載
- 産経新聞「一芸アイドル最前線」
- スポーツニッポン
- デイリースポーツ
- 東京スポーツ
- 上毛新聞
- スポーツ報知
- 沖縄タイムス
- 東京中日スポーツ
- サンケイスポーツ
- 朝日新聞文化面（2014年）
- 大阪日日新聞

### WEBマガジン
- FRaU「世界94カ国で出会った男たち」月2回連載（2020年1月～2022年3月）「40歳の解放」月2回連載（2022年4月～）
- シンママ通信「～年子シングルマザー親子が行く!～歩りえこのコスパdeトラベル」連載（2019年10月24日～）
- メディケア「歩りえこのweb旅」連載（2020年7月～）
- るるぶ「日帰りから5日間で行ける!格安世界の絶景旅」連載
- 楽天トラベル「日本列島チャレンジパッカー」連載
- WEBダカーポ「旅ミシュラン」連載
- 週刊.jp
- Vivo行きたい!が見つかる!女子旅ガイドアプリ台湾連載
- 週刊 歩りえこ（2009年12月21日〜）
- 富士山マガジンサービス「歩りえこの世界のお国柄ダイエット&美容紀行」「セカイノアシアト」85ヶ国の旅の全記録web写真集発売
- 産経デジタル・iza!「歩りえこの10歳若くなる旅の歩き方」
- Cheer up! English インタビュー「“ブラ”を外して、自分を解き放とう」

### WEBテレビ
- NOTTV「スマホのトリセツ」
- WATANABE TV「ぶるぺん」
- WALLOP「ナツアキサンデーサプリ」
- ニュースEX（テレビ朝日、朝日新聞、KDDI）「女バックパッカー海外一人旅」（2012年4月18日〜24日）
- フジテレビオンデマンド「つか金フライデーX」（2009年 10月8日〜12月8日）
- あっ!とおどろく放送局「出たい!作りたい!局員大集合!」
- 宇宙一せまい授業!
- よしログ
- LoGiRL PASSPO☆の放課後22時
- Ameba fresh TV
- 歩りえこのたびたび旅トーク （吉本文化人チャンネル）

### モデル
- ドクターシーラボ スキンケア動画モデル
- インドネシア・ロンボク島リゾート広告モデル

### 映画
- 「おやすみアンモナイト」雅役
- 「彗星の降る夜に」りえこ役
- 「純朴な梨農家の青年に、トラックが襲いかかる」奈緒子役（2018年）
- 「龍帝　HONEY SCOOPER」孝子役（2018年）
- 「梨君たまこと牙のゆくえ」りえこ役（2018年）
- 「女の機嫌の直し方」(2019年）
- 「酔うと化け物になる父が辛い」（2020年）

### オリジナルビデオ
- 「破門」GPミュージアム（主演・小沢仁志）沙希役（2010年）
- 「ザ・ガールズガールズ」舞子役
- 「インフィニティ」主演 麻由役
- 「ボルトマン」ヒロイン・サオリ役

### 映画評論
- 「星の旅人たち」（2010年）
- 「クローゼットに閉じこめられた僕の奇想天外な旅」（2019年）

### ステージ
- 「銀幕愚連隊〜若山富三郎物語〜」東映ニューフェイス京子役（東京・横浜公演 2010年1月9・16・17日）
- 「やりたいんだもん」秘書・歩役（大塚ドリームシアター 2018年1月26日・27日）
- 「オモ論議」（渋谷∞ホール、2018年1月22日～2019年6月25日）
- THE W女芸人決定戦（中目黒キンケロ・シアター、2018年9月30日）
- 新宿ルミネtheよしもと【よしもと学園祭オススメタレント】（2019年5月22日）
- ハピママフェスタ2019ナゴヤドーム MC（2019年2月）

### トークショー / セミナー
- 2010年オリンパス「フォトパス夏祭り」トークショー
- 2010年JATA世界旅行博サイパンブースにて「ミスサイパントークショー」/オリンパスブース「ビーチ&リゾートでの写真の楽しみ方」セミナー
- 2011年JATA世界旅行博サイパンブースにて「ミスサイパンマジック＆トークショー」
- 2012年シティリビング×HIS「夏旅トークショー」ゲスト
- 2013年関西国際空港「旅・空港わくわく教室」講演会 講師
- 2013年世界一周団体TABIPPO「本になるような最高の旅をする4つのヒント」講師
- 2013年旅はちフェス〜Jouney×infinity〜ゲスト
- 2015年DeNAトラベル「この旅変じゃーにー」ゲスト
- 2017年DeNAトラベル「大人になったからできる旅」
- 2018年「ヤマゾエくんvol2」ゲスト
- 2018年シーモール下関イベントゲスト
- 2018年「きずな出版定期公演会」ゲスト
- 2018年トリコロールシアター「山瀬理桜ハルダンゲル親善大使お披露目演奏会」MC
- 2018年イオンモールレイクタウン・イオンモール太田　イベントMC
- 2018年インドトレンディフェア2018　MC、トークショー
- 2018年東京経営短期大学 秋桜祭
- 2019年東京国際空港「もっと!海外へ2019～羽田から世界へ～」
- 2019年イオンモール与野「笑顔写真展&トークショー」
- 2019年H.I.S世界一周旅行デスクトークイベント「履歴書に穴を空けない世界一周法」

### 講演会
- 栃木県中央アートスクール、中央福祉医療専門学校 講演会（2018年11月16日）
- 癒しフェアin大阪　大阪ATCホール（2019年3月）
- 水産大学校OB会 講演会（2019年6月）

### ワークショップ
- こどものためのワークショップ博覧会【ワークショップコレクションinよしもと】講師（2019年3月17日）
- 沖縄国際映画祭【島ぜんぶでお〜きな祭】ワークショップ【世界の民族衣装＊民族楽器を体験しよう】講師（2019年4月20日）
- 東急ハンズ心斎橋店【ワークショップ、世界の民族衣装・楽器を体験してみよう】（2019年7月27日）
- 山陰中央テレビ「エリ8祭り」ワークショップ（2019年8月4日）
- 京都国際映画祭【映画もアートもその他もぜんぶ）ワークショップ講師（2019年10月19日・20日）

### 写真展
- 2018年11月～12月、東京、青山のギャラリーにて初個展を開催。計100点の笑顔写真を展示。
- 2019年11月～12月、大阪の万博記念公園にて19年に渡り世界中で撮影した笑顔をテーマに写真展を開催。
- 2020年2月、台湾・崋山ラフ&ピースファクトリーにて台湾人の笑顔写真を展示。

### DVD
1. Backpacker（竹書房）2009年11月20日発売
2. ラビリンス（ラインコミュニケーションズ）2012年10月20日発売
3. サマーセットモーム（イーネット・フロンティア）2013年4月24日発売
4. マリアージュ（ラインコミュニケーションズ）2013年8月20日発売
5. トワ・エ・モワ（晋遊舎MAX）2013年12月21日発売
6. みすど misdol ソレイユ（メディアブランド）2014年3月21発売
7. フルールfleur（晋遊舎MAX）2014年8月5日発売
8. 再会ロマンス（マイロール）2020年9月20日発売
9. アムール（竹書房）2021年1月22日発売

### 写真集
1. スフィア（講談社）2022年7月8日発売

### 書籍
1. フォトエッセイ「エガオノオト」（自由国民社）2010年7月7日発売
2. CURRY CARAVAN（ネパール・スリランカの文化・食文化を担当）
3. 『iPhone×Movie』初めてのiphone movie体験コーナー（技術評論社）
4. 「ブラを捨て旅に出よう〜貧乏乙女の世界一周旅行記〜」（講談社文庫）2012年7月14日発売
5. 「思い立ったらマチュピチュ〜旅ガールが教える、ガイドに載らない旅ワザ〜」（宝島社）2013年7月4日発売
6. 「恋する台湾移住 94カ国旅した32歳女子が人生リセットしてみた（帯には「台湾男子と恋に落ちるともう他の国の男には目が向かなくなります。」）」（朝日新聞出版）2014年7月18日発売

### イメージキャラクター
- 2008 パラオ国際親善大使イメージガール
- 2010 MISS SAIPAN
- (株)ゼウスエンタープライズイメージキャラクター

## 台湾での活動 步理惠子 名義
- 2014年8月1日「丟掉胸罩去旅行」圓神出版社有限公司より出版。
- 2014年「なるほど・ザ・台湾」
- 2017年10月2日 台灣田徑協會「日本富士山水素珪素天然水」発売発表ゲスト